# Teenage Cave Man
Teenage Caveman is een Amerikaanse sciencefictionfilm uit 1958, geregisseerd door Roger Corman. Hoofdrollen in de film werden vertolkt door Robert Vaughn en Sarah Marshall.

## Verhaal
Het verhaal draait om een stam holbewoners in een woest landschap. Ondanks het ruige landschap weigeren ze een rivier over te steken naar het vruchtbaardere land dat zich aan de overkant bevindt. Dit omdat volgens een oud verhaal een "god" aan de andere kant zou wonen die iedere indringer dood.
Een jonge man besluit echter de gok te wagen en steekt de rivier over. Al snel volgt de rest van de stam hem. Ze komen in aanraking met de "god": een monsterlijke reusachtige humanoïde. De stam doodt het beest middels steniging, waarna de waarheid wordt onthuld via een verteller: het monster was een wetenschapper; de laatste overlevende van een beschaving die 500 jaar geleden is verdwenen door een nucleaire holocaust. Alleen zijn speciale pak hield hem in leven.

## Rolverdeling
| Acteur              | Personage                                                         | Opmerkingen          |
| ------------------- | ----------------------------------------------------------------- | -------------------- |
| Robert Vaughn       | The Symbol Maker's teenage son                                    |                      |
| Sarah Marshall      | The Blond Maiden                                                  | als Darah Marshall   |
| Leslie Bradley      | The Symbol Maker                                                  |                      |
| Frank DeKova        | The Black-Bearded One                                             |                      |
| Charles P. Thompson | Member of the tribe                                               | als Charles Thompson |
| June Jocelyn        | The Symbol Maker's wife                                           |                      |
| Jonathan Haze       | The curly-haired boy                                              |                      |
| Beach Dickerson     | Fair-haired boy / Man from Burning Plains / Tom-tom player / Bear |                      |
| Ed Nelson           | Blond tribe member                                                |                      |

## Achtergrond
De film werd opgenomen onder de titel Prehistoric World, maar American International Pictures veranderde dit in “Teenage Caveman”. Jaren later zei Corman in een interview "I never directed a film called Teenage Caveman". Acteur Robert Vaughn zei in een interview dat hij de film zelf de slechtste film ooit gemaakt vond.
De film werd bespot in de televisieserie Mystery Science Theater 3000.